# Дерипаска Віктор Трохимович
Дерипаска Віктор Трохимович (1949, Димитров, Донецька область) — міський голова Добропілля у 2000—2014 роках.

## Біографія
Народився в 1945 році у м Димитрові (сучасний Мирноград) на Донбасі. Його шкільні роки пройшли в селищі Водянське, куди переїхали його батьки. Тут в 1956-65 роках він навчався у Водянській  загальноосвітній школі № 11 . 
Після закінчення будівельного технікуму та служби в армії в 1969-1971, працював головним інженером «Міськкомунтрансу».
Пізніше закінчив Дніпропетровський гірничий інститут, працював на керівних посадах. 
У березні 2000 року вперше був обраний міським головою Добропілля. На цій посаді працював до 2014 року.